# 212929 Satovski
212929 Satovski este o planetă minoră (asteroid), cu un diametru de 4,006 km, din centura de asteroizi. A fost descoperită pe 15 ianuarie 2008 la Severokavkazskaia astronomiceskaia stanția Kazanskogo universiteta⁠(d) de Spețialnaia astrofiziceskaia observatoria RAN⁠(d). 
Obiectul prezintă o orbită caracterizată de o semiaxă mare de 2,6358269102015 UAi, o excentricitate de 0,17, o înclinație de 9 ° în raport cu ecliptica.